# 新宿の狼
『新宿の狼』（しんじゅくのおおかみ）はスパイクが2009年2月12日に発売したPlayStation 2用アクションアドベンチャーゲーム。

## 概要
実在の街である新宿（ただし地名は一部架空のものになっている）を舞台に、プレイヤーは「新宿の狼」の異名を持つ一匹狼の刑事・三上英二となって様々な事件を解決する痛快アクションアドベンチャーゲーム。
元々はカプコンが開発しており2006年11月にタイトルが発表され、画面写真やイメージイラストなどもかなりの数が公開されていたが、2007年6月8日に開発の中止が発表された。担当プロデューサーは和関伸治。企画立案は『喧嘩番長』の生みの親である松本朋幸。シナリオは稲葉洋敬。キャラクターデザインは一徳。開発中止後、スパイクからリニューアルして発売された。
開発中止の理由については「皆様のご期待に沿えるクオリティに達する見込みが立たなかった為」となっている。
オープンワールド形式のアクションアドベンチャーであり、自由度が高い。プレイヤーは新宿で起きる犯罪に対処しながらストーリーを進めていく事になるが、誰彼構わず逮捕したり、銃やバズーカを街中で放ったりと言った無茶な行為も可能であり、コミカルな要素を多分に含んでいる。但し、ゲーム部分の荒唐無稽さに反してメインストーリーは至ってシリアスである。

## ストーリー
眠らない街「新宿」。この街で、己が法で悪を裁く一匹の刑事、三上英二。人々は畏怖を込めて彼をこう呼ぶ……「新宿の狼」と。
新宿某日某所。拳銃密売の重要参考人としてマークされていた人物が刺殺される。警察の調べで、この売人の手により七丁の拳銃が新宿内にばら撒かれていることが判明した。三上たち新宿中央署の刑事たちは、早速、拳銃回収に乗り出すのだが……。
拳銃を手にしたのは、立場、人種も異なる様々な人々。彼らは、何故、拳銃という凶器を必要としたのか? 七丁の拳銃は、新宿という街の輪郭をおぼろげに映し出していくのだった……。

## ゲームシステム
基本的なシステムは同社の『喧嘩番長』シリーズに酷似しており、自由に行動可能なマップ上で指定された場所へ向かうことでイベントを発生させ、ストーリーを進めていく形式となっている。エリアの区分はあるものの特に移動制限はなく、初期状態からいきなり高難度のエリアへ行くことも可能。移動する際は徒歩以外にもタクシーや他人の車・バイクなどを借用（強奪）して利用することができ、車両は自費で購入して所有することもできる。
本作には時間の概念が存在し、ゲーム内の1分はリアルタイムの1秒としてカウントされる。各施設（一部を除く）とイベントにはそれぞれ開始・終了の時間帯が設定されており、その日に終了したとしても、いずれも翌日になれば同じ時間に再開される。イベントの場合、指定された時間内に行かなければ仲間から捜査を中断する旨の電話が入る。
マップ上のNPCには犯罪者の有無を問わず攻撃することが可能で、一定以上のダメージを与えるとそれ以降一切抵抗しなくなる「降伏」状態になる。降伏状態になったNPCには「逮捕」や「俺法」（後述）の発動のほか、更にダメージを与え続けることで殺害することも可能。ただし出血などの残虐な表現は無い。
画面上には「体力」「気力」「刑事の勘」「始末書」などのパラメータが表示されている。「体力」は戦闘などでダメージを受けることで減少し、0になるとゲームオーバーとなりコンティニューを問われる。「気力」は特定の行動をとる際に消費され、アイテムの使用、ダメージを受ける・与える、喫煙を行うなどで回復できる。喫煙の場合は徐々に回復するが、マップ上に点在する喫煙サークル内で行うと通常より回復速度が大幅に高まる。「刑事の勘」「始末書」については後述する。
主人公は愛煙家であるため生身で長時間走り続けた場合、やがて息切れを起こして少しの間行動不能になってしまうが、これはステータス強化やアイテムの使用などで解消できる。
セーブやアイテム整理は警察署または自宅で行える。

### 刑事の勘
マップ上を通行するNPCの中には、一般人に紛れて犯罪者（容疑者）が潜んでいる。一般人と犯罪者の視認による判別は不可能であり、犯罪者を探し出すためには三上自身の持つ「刑事の勘」を頼りに、怪しいと思われるNPCに職務質問（以下職質）を行う必要がある。怪しいNPCに接近すると、画面上に表示されている「刑事の勘メーター」が大きく振れ、そのNPCが犯罪者である確率が非常に高くなる。しかし刑事レベルが低い状態では、刑事の勘が誤作動してしまうこともある。
職質をかけると、一般人は画面上にその人物に関する近況が表示された上で普通の会話をしてくる者と、当然ながら疑われたことに対して不快感を露にする者がおり、後者に当たった場合は始末書が発生してしまう。逆に、犯罪者である場合はジングルが鳴り、画面上に犯した罪状が表示されると同時に専用のリアクションを見せる。犯罪者は一般人とは異なり頭上に「容疑者」マークが表示され、職質後に「その場で降伏する」「反抗して逃走する・戦闘を仕掛けてくる」のいずれかの行動をとる。その場で降伏してくれた場合は特に問題は無いが、反抗された場合は戦闘を行い力尽くで降伏させる必要がある。なお、犯罪者と確定したNPCにはいかなる攻撃（殺害含む）を加えても始末書は発生しない。
降伏状態の容疑者に接近すると「逮捕 or 俺法」の2択が表示され、選択した側により以下の行動が可能。

#### 逮捕
その場で容疑者を取り押さえて逮捕する。逮捕する度に刑事経験値が加算され、一定以上に達すると刑事レベルが1段階アップする。刑事レベルが高くなると気力の消費量が軽減され、刑事の勘の精度もより高くなるほか、犯罪者が反抗しなくなり、戦闘を行わず素直に降伏するようになるなどの恩恵を受けられる。ただし容疑者以外のNPCを誤って逮捕してしまった場合は始末書が発生する。

#### 俺法
正式名称「俺が法律だ!」。本作を象徴するシステムで、国の法律ではなく主人公である三上自身の法律で容疑者を裁く。ただし正式な逮捕ではないため発動すると始末書が発生してしまうほか、治安度（後述）を低下させてしまうリスクを伴うが、状況次第では非常に大きな見返りを得ることが可能。発動には気力を消費するため、気力が少ない状態では使用できない（「俺法」の選択肢が表示されない）。
制限時間内に以下の3種類から1つを選択する。
豚箱
容疑者を豚箱（留置場）送りにする。豚箱に送った容疑者は警察署内のメニュー「留置場」から確認でき、更にそこから容疑者を自供させる「自供ゲーム（後述）」をすることが可能。
罰金
その場で罰金を支払わせることで容疑者を見逃す。発動と同時に画面上に出現したルーレットが回り始め、引き当てた金額分だけ所持金を獲得することができる。金額は全8段階存在し、最低額は一円（実質ハズレ）、最高額は百万円となっている。また、極稀に「一円」と「百万円」の2種類のみのルーレットが発生することもある。
一攫千金を狙えるため金欠時に重宝するが、毎回ルーレットの停止するタイミングが不規則であるため、狙い通りの金額を引き当てるのは非常に困難である。
無罪
容疑を見逃し、容疑者からお礼としてアイテムを受け取る。何を受け取るかはランダムだが、極稀に市販されていないレアアイテムを入手できることもある。
なお、制限時間内に上記のいずれも選択しなかった場合、相手が逃げてしまい俺法は不成立となる。

### 始末書
三上が警察官にあるまじき非合法な行為を行った場合、ペナルティとして始末書が発生する。発生枚数は各行為によって異なるものの、基本的に「犯罪者以外のNPCに発砲する・車両で轢く」「他人の車両を破壊する」など、明らかに重罪な行為を働くほど大量の始末書が発生する。始末書が50枚を超えるとタクシーが利用できなくなり、100枚を超えると下記の逃亡者モードに突入してしまうため、始末書は小まめに処理しておく必要がある。
始末書の処理方法は以下の3種類がある。
- 警察署内のメニュー「始末書処理」からボタン連打をするミニゲームを行う。制限時間は10秒で、16連打につき1枚処理される
- 神社へ行き賽銭を支払う。ただし1枚につき1万円であるため、始末書が嵩むほど高額の賽銭が必要となる
- 特定のアイテムを使用する。ただし市販されていないため、入手が困難

逃亡者モード
始末書が100枚を超えると自動で発生する。度重なる不祥事から三上自身が容疑者として指名手配され、警察官に追跡される身になってしまう。このモードには48時間（リアルタイムで48分間）の制限時間が設定されており、タイムオーバーまで警察官からひたすら逃げ続ける必要がある。また、ストーリーイベントやイージークライム（後述）も発生しなくなり、神社を除く施設も全て利用不可能になってしまう。
襲いかかる警察官は三上同様素手による格闘のほか、弾数無制限の拳銃やバズーカを使用して猛攻を仕掛けてくる。一応倒すことも可能（当然攻撃すると始末書が発生する。警察官を逮捕することも可能）だが、何度倒しても無限に出現する。また、残り時間が少なくなるほど攻撃が更に激化する。
無事に逃げ切ると専用のエンディングに移行し、その後始末書が0枚にリセットされた状態でゲームが再開される。しかし逃げ切れずに倒されてしまった場合はゲームオーバーとなり、コンティニューすると始末書が99枚の状態でゲームが再開される。

### 戦闘
戦闘方法は主に素手による格闘だが、後述する武器も使用できる。攻撃はボタンによって強弱2種類が存在し、弱は威力は低いが連続入力することでコンボ攻撃になり、強は単発で隙は大きいが威力の高い一撃を放つほか、弱攻撃からの派生でコンボに組み込むことも可能。コンボは初期状態では3回までだが、後述の格闘スタイルレベルを上げることで最大5回まで繰り出せるようになる。また、強弱どちらもボタン長押しにより高威力のチャージ攻撃に変化する。この他、ボタンとスティックの組み合わせによって「投げ」「馬乗り」「必殺技」など様々な攻撃が可能。チャージ攻撃と必殺技は発動する際に気力を消費するため、気力が少ない状態では使用できない。攻撃する際は対象のロックオンが可能で、ロックオンをしている間は自動で対象のいる方向を向いて攻撃できる。
ダメージを受けた際の無敵時間はダウン状態から起き上がるまでの間にしか発生しない。そのため吹き飛ばされていたり、壁にうなだれていたりなどでダウン状態でも起き上がり動作ができない空中判定の相手に対しては、反撃の余地を与えることなく一方的に攻撃できるため、擬似的な空中コンボが可能である。
戦闘をする度に戦闘経験値が加算され、一定以上に達すると戦闘レベルが1段階アップする。戦闘レベルがアップするとスキルポイントが蓄積され、ステータス画面で各スキルに割り振ることで、三上の戦闘能力の強化が可能。
格闘スタイル
攻撃には様々な格闘スタイルが存在し、各スタイルごとに技のモーションや攻撃力は大きく異なる。使用中の格闘スタイルには戦闘経験値と同時に熟練度が加算される。熟練度が一定以上に達すると格闘スタイルレベルが1段階アップ（全3段階）し、レベルが上がるごとに弱攻撃のコンボ回数と各種派生技が追加される。
格闘スタイルは以下の4種類（デフォルト3種＋隠し1種）存在する。これらはメニューのステータス画面からいつでも変更可能である。
狼スタイル
三上の基本スタイル。喧嘩をベースに三上流のアレンジが加えられたもので、荒々しい攻撃が特徴。若干隙が大きいものの、バランスが取れている。
キックボクシングスタイル
文字通り、キックボクシングを主体とするスタイル。全体的に攻撃の発生が早く隙も少ないため扱いやすい反面、攻撃力は全スタイル中最も低い。
レスラースタイル
プロレス技を実戦で使用するスタイル。ドロップキックやボディプレス、ジャイアントスイングなどの豪快な技を駆使して戦う。破壊力は抜群だが、攻撃後の隙が大きい欠点を持つ。また、最もレベルアップが遅い。
クマスタイル
特定の条件を満たすことで習得可能な隠しスタイル。熊の動きを真似して戦うというもので、独特のモーションによる扱いにくさがあるものの、全スタイル中最強の攻撃力を誇る。また、最もレベルアップが早い。

#### 武器
三上は素手による格闘のほか、主に拳銃とバズーカの2種類の武器を使用することができる。入手した武器と弾丸はメニューからそれぞれ装備したいものを選択する。ただしマップ上で併用することはできない。拳銃・バズーカ共通の特徴として、「命中すると対象は高く吹き飛びダウンする」「装備しているだけで周囲のNPCは三上を恐れて逃げ出す」「犯罪者以外のNPCに向けて発砲すると大量の始末書が発生する」というものがある。
拳銃
射程制限があるものの基本的に連射が利き、弾速も非常に速いため遠距離にいる敵への牽制や、逃走した犯罪者の足止めに有効。警察官ゆえに、三上は初期状態から装備している（ただし最も低スペックなもの）。素手と同様にロックオンとチャージが可能で、ロックオン状態からの連射により連続ヒットを狙うことも可能。
バズーカ
破壊力抜群のロケット弾を発射する。着弾時に発生する爆風で広範囲の敵を巻き込んでダメージを与えることが可能だが、発射するだけで始末書が発生するほか、三上自身も爆風に巻き込まれるとダメージを受けてしまう。装備直後からすぐに発砲できる拳銃とは異なり、バズーカは装備状態から「構え」の手順を踏まなければ発射できない。ロックオン・チャージは不可で、装備中は移動速度が若干低下するほか、構え中は移動できない（方向転換は可能）。拳銃に比べて弾のコストが非常に高いという欠点もある。
その他の武器
拳銃やバズーカの他にも、路上に落ちている看板やコーン、構成員が所持しているバットなどを奪って近接武器として使用することが可能。基本的な操作は共通しており、弱で振り回し、強で投げつける。ロックオンやチャージの有無は武器ごとに異なる。また、一度でもダメージを受けるとその場に武器を落としてしまう。

### イージークライム
ストーリーイベント以外にも、マップ上では主人公の周辺で一般NPCによる事件イベント「イージークライム」が度々発生する。発生すると画面上に警察署からの無線テロップが流れ、ミニマップに手錠マークで場所が表示される。時間内に指定された場所へ向かい、当事者から事情を聴くことでイージークライム開始となる。なお、イージークライムは時間経過によって消滅する。無事に成功させると報酬として事件解決ポイントと刑事経験値を同時に獲得できるほか、その地区の治安度が大幅に上昇する。逆に失敗した場合は当然報酬は得られず、治安度が低下してしまう。また、戦闘関連の事件では加害者を逮捕せずに俺法で裁いたり、ダメージを与えすぎて殺害してしまった場合、即失敗となる。
事件内容には様々なバリエーションが存在するが、以下の3種類がベースになっている。
喧嘩を仲裁しろ!
その場で加害者との戦闘になる（人数は場合によって異なる）。加害者全員に一定以上のダメージを与え、降伏させた上で1人残らず逮捕すると成功。加害者は基本的に戦闘を行うが、途中から戦意喪失して逃走するパターンも存在する。
犯人を捕まえろ!
開始と同時に犯人が逃走するので、それを捕まえ戦闘する。対象に一定以上のダメージを与え、降伏させた上で逮捕すると成功。犯人は基本的に逃げ続けるだけだが、途中から戦闘に移行するパターンも存在する。
迷子の人を捜せ!
制限時間内に依頼人から指定されたNPCをマップ上から捜し出し、話しかけることで成功。捜し出す人数は場合によって異なるが、対象が複数いる場合は1人見つけるごとに制限時間がリセットされる。なお、刑事の勘は対象にのみ反応するようになる。

### 治安度
各地区の治安の状態を表すパラメータ。各地区の治安度は画面上に表示されている地区名またはポーズメニュー「マップ画面」の色で確認できる。治安度は全5段階、「良」と「悪」の2種類に大別され、治安度が悪い状態ではその地区の全施設（一部除く）が一時営業中止となり利用できなくなるほか、イージークライムが頻発するようになり、職質をかけた犯罪者も反抗しやすくなる。
治安度は「容疑者を逮捕する」「イージークライムを成功させる」などで上昇し、「始末書が発生するような行動をとる」「イージークライムを失敗する・見逃す」「犯罪組織を放置する」などで低下する。

### 犯罪組織と友好関係
各地区にはそれぞれ犯罪組織が徘徊している。構成人数は地区によって異なり、高難度の地区ほど構成員が多く戦闘能力も高い傾向にある。また、各犯罪組織には三上との友好度が設定されている。友好度は「敵対関係」「無干渉状態」「友好関係」の3種類に大別され、「敵対関係」以外の犯罪組織とは会話が可能。これらの状態はポーズまたは警察署メニュー「地区別犯罪組織情報」から確認できる。
友好度は犯罪組織に攻撃を加えることで低下し、「敵対関係」になると構成員がマップ上で三上を見つけ次第、突然戦闘を仕掛けてくるようになる（逃走によって振り切ることは可能）。逆に、犯罪組織に手を出さずに放置しておいた場合はその地区の治安度が徐々に低下し、犯罪組織との友好度は高まっていく。「友好関係」になると時々構成員からお礼として特定のアイテムを受け取ることができる（ただし受け取ると大量の始末書が発生する）。なお、一度攻撃を加えて「敵対関係」となった犯罪組織に対しても、放置して時間を空けることにより友好度を高め、最終的に「友好関係」にすることも可能。
地区内の構成員は全滅させない限り、倒していたとしても時間の経過で徐々に人数が補充される。地区内の全構成員を倒すとイベントが発生、組織のボスが登場してその場で戦闘になる。ボスを倒すとその犯罪組織は「撲滅済み」となり、事件解決ポイントを獲得できる。また、以降その地区には犯罪組織が一切登場しなくなる。

### 刑事伝説
ゲーム中では特定の条件を満たすことで「刑事伝説」が達成され、同時に特定のアイテムを入手できる。無意識のうちに達成してしまうようなものから高度な技術を要するものまで、条件は様々である。達成した伝説は自宅メニューから閲覧可能。
一種のコレクション要素であり、刑事伝説自体は達成の有無によるゲームの進行に干渉することは無い。

## マップ

### 地区
西新宿2丁目
ゲーム開始時に属しているエリア。それゆえに初期状態の治安度は最も良く、犯罪組織も全地区中最弱である。序盤での各種レベル上げ・ステータス強化に最適なエリアといえる。
犯罪組織：アジア人系スリグループ
西新宿1丁目

犯罪組織：今野興業
西新宿6丁目

犯罪組織：藤原組
新宿3丁目

犯罪組織：久我興業
新宿4丁目

犯罪組織：密入国組織
夜舞来町1丁目
初期状態の治安度が最も悪い上に犯罪組織とは「敵対関係」であり、なおかつ構成員の人数・戦闘能力共に最も高いため、ステータスが貧弱な状態ではかなりの高難度エリアとなる。
犯罪組織：アジア人系強盗グループ
夜舞来町2丁目

犯罪組織：黒木興業

### 施設
一部を除き、マップ上で該当する建物の入口に表示されているサークル内に入ることで利用できる。
施設によっては、治安が悪いと営業停止状態になり、利用できないものもある。
警察署
三上が務めている警察署。署内ではセーブや仮眠、アイテム整理のほか、始末書処理や事件解決ポイントの換金などを行える。
仮眠をとる場合、指定した時間分だけ体力と気力の回復が可能だが、署内は職場であるため仮眠時間に応じて始末書が発生してしまう。しかし仮眠した分だけ時間が経過するため、回復手段としてだけではなくイベントの発生などに合わせて時間を進めるための手段としても活用することが可能。場所は西新宿2丁目
留置場
警察署内のメニューから行くことが可能。今までに俺法によって豚箱送りにした容疑者を閲覧することができる。初期状態では4人までしか収容できないが、私費で増設することも可能。場内の容疑者には話しかけたり手持ちのアイテムの差し入れをすることができ（回数制限あり）、それらによって三上に対する信頼度を高めることが可能。拘置期限内に信頼度がMAXに達すると、下記の自供ゲームに移行する。
自供ゲーム
文字通り、容疑者を自供させるためのミニゲーム。制限時間内に的確なコマンドを選択することで自供に追い込む。無事に成功すると事件解決ポイントと刑事経験値を獲得できるが、失敗すると信頼度は大きく低下してしまう。
自宅
三上の自宅。警察署と同様にセーブと睡眠、アイテム整理が可能だが、こちらでは自宅なので睡眠をしても始末書は発生しない。また、車やバイクを所有していれば「車庫」メニューから選択した車両が隣の車庫に配置され、そのまま乗車できるようになる。
自宅メニューではこの他に服装の変更や購入した車両の管理、達成した刑事伝説の閲覧などが可能。場所は西新宿6丁目
コンビニ
主に体力や気力回復アイテムの購入が可能。各店舗ごとに店名が異なる。24時間営業なので、時間を問わずに利用可能。新宿4丁目以外の全地区に存在する。
ファーストフード
食事をする。コンビニ同様、体力や気力の回復ができるが、こちらは店内で直接回復を行う。24時間営業なので、時間を問わずに利用可能。
ファミレス
食事をする。ファーストフードと同様だが、こちらは前者より高額である分回復量も多い。各店舗ごとに店名が異なる。西新宿6丁目以外の全地区に存在する。
ディスカウントショップ
主にステータスや移動・戦闘に関するアイテムの購入が可能。アイテムの中には雑誌や人形といった小物から、麻薬まがいの荒唐無稽なものまで堂々と販売されている。販売されているもの以外にも、イベントや路上で入手可能な非売品も存在する。
車・バイク屋
車またはバイクを購入できる。基本的に高スペックな車両ほど高額であり、中には1,000万を超えるものまで存在する。購入した車両は自宅メニューの「車庫」にて閲覧・管理が可能。
コーディネートショップ
服を購入できる。購入した服は自宅に送るか、その場で着替えるかを選択可能（その場で着替える場合、今まで着ていた服が自宅に送られる）。販売されているもの以外にも、イベントや路上で入手可能な非売品も存在する。
質屋
手持ちのアイテムを換金できる。
ヘアサロン
髪型を変更できる。散髪する前に髪型に関する計3回の質問を4択の中から1つずつ答えていくことで最終的に髪型が決定する。どのような髪型になるかは退店してからの確認となる。
一度仕上がった髪型はリストに登録され、以降リストから選択するだけで変更できる。また、その場合は髪の色も指定することが可能。
パチンコ屋
パチンコを打つことができる（実質ミニゲーム）。各店舗ごとに店名が異なる。出玉は景品と交換できる。ただし出玉は退店する際に全て回収されてしまうため、次回に持ち越しができない。
バッティングセンター
バッティングをすることができる（実質ミニゲーム）。各店舗ごとに店名が異なる。ボールの飛んでくるタイミングに合わせてバットを振り、ホームランを1本打つ度に1ポイントが加算される。累計ポイントは景品と交換でき、次回への持ち越しも可能。
雀荘
麻雀を打つことができる（実質ミニゲーム）。各店舗ごとに店名が異なる。初回プレイ時は入会金が必要となる。累計ポイントは景品と交換でき、次回への持ち越しも可能。
神社
神社では賽銭箱の置かれているサークル内で規定額の賽銭を支払うことにより、その場で願いを叶えてくれる。また、逃亡者モード中に唯一利用可能な施設である。
以下の4種類の中から1つを選択する。
- 始末書を帳消しにする
- 指定した地区の治安度を少し上昇させる
- 指定した地区の治安度を大幅に上昇させる
- 逃亡者モードを解除する

武器屋
ストーリーを進めると利用可能になる。武器商人マダラによる武器の売買やカスタマイズが可能。基本的に高スペックな武器ほど高額である。販売されているもの以外にも、イベントや路上で入手可能な非売品も存在する。

## 登場人物
三上英二（声：岩尾万太郎）
本作の主人公。新宿中央警察署刑事課の警部補。36歳。自身の信念に基づき、自らを「法律」と称した型破りなやり方で悪を裁く。人々からは畏怖を込めて「新宿の狼」と呼ばれている。三年前のビル爆破事件で息子を亡くしている。
物語終盤、死闘の末にチェを半殺しにしながらも逮捕するが、今度はキムに千夏が攫われ、最後の決戦に挑んだ。一連の事件の後も「新宿の狼」として、新宿に蔓延る犯罪と戦い続ける。
中西忠雄（声：津田英三）
新宿中央警察署署長。53歳。今でこそ覇気の無い穏やかな人物だが、嘗ては「新宿に中西あり」と言われたほどの刑事だった。
米村克典（声：そのだやすたか）
新宿中央警察署の巡査。24歳。馬鹿が付くほど真面目な若者。正義感が強いが、それ故に感情的になりやすい。新人時代に敬愛していた小田切を今も慕っており、その影響を強く受けている。
山城博文（声：古島清孝）
新宿中央警察署の刑事。英二とは古い付き合いで、彼の過去をよく知る人物の一人。
黒木千夏（声：中島沙樹）
英二の妻。33歳。三年前に息子を亡くして以来、彼と別居しており、物語中盤で離婚する。しかし息子の死後に自分が後追い自殺をする事なく生きて来れたのは英二の御蔭だとも自覚しており、彼への罪悪感を抱いてもいる。英二の事は「英ちゃん」と呼ぶ。終盤、キムに誘拐され、英二を誘い出す人質にされる。英二がキムを倒した後は駆け付けた警官隊に救出された。エンディングでは、駅前で転んだ所を英二に手を差し伸べられている。
高橋早苗（声：澤乃彩）
新宿中央警察署の婦警。ラフな格好をしており、英二によくセクハラまがいの冗談を言われている。
甲本奈緒美（声：樋口あかり）
新宿中央警察署の刑事。英二の強引なやり方に反感を抱いている。
小田切志郎（声：仮屋昌伸）
かつては新宿中央警察署の刑事であり、米村の先輩だった男。しかしある時を境に刑事を辞め、行方を晦ます。後に拳銃の回収に当たっていた英二と遭遇し、同じ事件を追う身として共同戦線を張る事になるが…。
真島宗一（声：増田晋）
極道組織「獅侠会」の若頭。獅侠会本部に聞き込みに来た英二達に敵意を剥き出しにするが、本人には不審な行動が目立つ。プレイヤーの行動次第で生死が分かれる。
チェ・コンロン（声：中田博之）
外国人犯罪組織のボスで「東洋の悪魔」と呼ばれる冷血漢。三年前、警察の捜査が入る前に自身の麻薬工場を処分する為に爆破事件を起こし、多くの犠牲者を出した。
キム・ジェオン（声：小谷津央典）
チェの配下である隻眼の男。三年前の爆破事件の実行犯。英二にとっては息子の仇となる怨敵であり、作中では英二に関わる人物を更に手に掛ける。三年前に遭遇した英二に殺人者の目を見出しており、彼をその手で殺す事を目的としている。チェが逮捕されると千夏を人質に取って英二を誘い出し、最後の戦いを挑む。本作の最終ボス。最終決戦後、彼を殺害するか否かでエンディングが変化する。
ヨウ・ヤン（声：喜山茂雄）
米村がマークしていた不法入国者。英二に担当を変えられた事に不満を持った米村が独断で接触するも返り討ちに遭った為、英二に倒されて逮捕された。
狩野英孝（声：狩野英孝） - 本人役、特別出演
二周目以降のサブシナリオで登場する。ラーメン屋に偽装した無許可ホストクラブ「イケ麺館」の店長。ガサ入れに来た英二達に対して「ラーメン・つけ麺・僕イケメン」「スタッフゥー、スタッフゥー」などの持ちネタで誤魔化そうとするも、店長である事がバレた為、ナイフを手に襲い掛かる。しかし敢え無く返り討ちに遭い、逮捕された。